# Bernard Maris

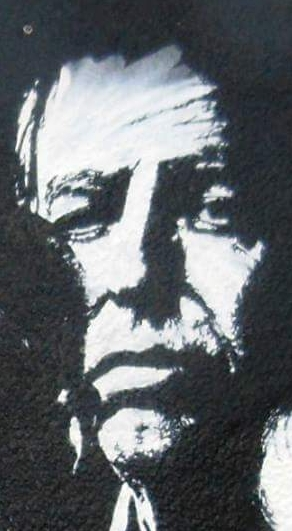

Bernard Maris (* 23. September 1946 in Toulouse, Département Haute-Garonne; † 7. Januar 2015 in Paris) war ein französischer Wirtschaftswissenschaftler, Journalist, Autor und Hochschullehrer. Er wurde bei dem Terroranschlag auf die Redaktion des Magazins Charlie Hebdo ermordet.

## Leben
1968 erlangte Maris sein Diplom an dem Institut d’études politiques de Toulouse (Sciences Po de Toulouse) und wurde 1975 an der Universität Toulouse I promoviert. In den folgenden zwei Jahrzehnten war er an seiner Alma Mater wissenschaftlich tätig und wurde 1994 Professor am dortigen Institut für Politische Studien, unterbrochen von einer Gastprofessur an der University of Iowa in den USA und einem Lehrauftrag an der Notenbank von Peru.
Maris war Universitätsprofessor in Paris am Institut für Europastudien der Universität Paris VIII. Er wurde des Öfteren als Globalisierungskritiker bezeichnet, da er früher Mitglied im Wissenschaftsrat von attac war.
1995 wurde ihm durch das französische Wirtschaftsmagazin Le Nouvel Economiste der Titel „des besten Ökonomen des Jahres“ verliehen.
Obgleich er im wohlhabenden Pariser 16. Arrondissement wohnte, kandidierte er 2002 im Arbeiterbezirk 10. Arrondissement für die Partei Les Verts, der er nahestand. 2011 wurde Maris auf Vorschlag des Präsidenten des französischen Senats Jean-Pierre Bel Mitglied des Aufsichtsrats der Banque de France.
Er war bis zu ihrem Tode 2012 mit Sylvie Genevoix, die früher Mitglied des französischen Conseil supérieur de l’audiovisuel (CSA) war, verheiratet. Sylvie Genevois war die Tochter des französischen Schriftstellers Maurice Genevoix. 2010 war Maris in dem Film Film Socialisme zu sehen.
Maris wurde am 7. Januar 2015 bei dem Terroranschlag auf die Redaktion des französischen Satiremagazins Charlie Hebdo getötet. Er wurde in Montgiscard bei Toulouse, wo er einen Teil seiner Kindheit verbrachte, beigesetzt.

## Journalismus und Schriftstellerei
Neben mehr als einem Dutzend Büchern zu Wirtschaftsthemen hat Maris drei Romane und zwei Essays veröffentlicht. Er schrieb zudem für die Zeitschriften Marianne, Le Nouvel Observateur, das Wochenmagazin von Le Figaro, für Le Monde und für Charlie Hebdo, wo er meistens das Pseudonym Oncle Bernard benutzte und u. a. Kolumnen gegen die Konsumgesellschaft und den „kapitalistischen Furor“ verfasste.
Er war bei der Wiedergeburt von Charlie Hebdo 1992 Mitbegründer und bezog aus seinem 11%igen Aktienanteil Dividenden, bis 2008 war er Vizedirektor. Im November 2014 erließ er für die Zeitschrift einen Spendenaufruf, der einen Betrag von 18.000 Euro einbrachte.
Im Radio betreute Maris bei der staatlichen Station France Inter eine Wirtschaftschronik und diskutierte einmal in der Woche frühmorgens um 7:50 Uhr Wirtschaftsnachrichten. Bis 2009 nahm er bei der privaten Fernsehstation I-Télé an einer Wirtschaftssendung teil. Bei France 5 hatte er ebenfalls regelmäßig Auftritte zu Wirtschaftsthemen.
Nach seiner Ermordung und den Parlamentswahlen in Griechenland sendete Arte am 3. Februar 2015 den Film Staatsschulden – System ausser Kontrolle?, in dem Bernard Maris unter anderem erklärte: „Geld ist für den Menschen so lebensnotwendig wie die Luft zum Atmen. Genau wie Wasser oder Luft sollte Geld ein Gemeingut sein, doch es ist zu Privatbesitz geworden“.

## Veröffentlichungen
- Communications aux premières journées d’économie sociale. Université des sciences sociales, Toulouse 1979, ISSN 0154-6619.
- L’Analyse microéconomique de la fécondité: résumé.Université des sciences sociales, Toulouse 1979, ISSN 0154-6619:72.
- Monnaie et politiques monétaires. Université des sciences sociales, Toulouse 1983, ISSN 0154-6619.
- Éléments de politique économique: L’Expérience française 1945 á 1984. 1985.
- Des économistes-au-dessus de tout supçon ou la grande mascarade des prédictions. 1990.
- mit Alain Couret: Les politiques économiques conjoncturelles. Presses universitaires de France, Reihe: Que sais–je?, Paris 1991, ISBN 2-13-043501-7.
- Les Sept Péchés capitaux des universitaires. Albin Michel, Paris 1991, ISBN 2-226-05275-5.
- Jacques Delors, artiste et martyr. Albin Michel, Paris 1993, ISBN 2-226-15393-4.
- Parlant pognon mon petit. 1994.
- mit Philippe Labarde: Ah dieu! Que la guerre économique est jolie! Albin Michel, Paris 1998, ISBN 2-226-09574-8.
- Keynes ou l’économiste citoyen. 1999, ISBN 2-7246-0782-1.
- Lettre ouverte aux gourous de l’économie qui nous prennent pour des imbéciles. Le Grand livre du mois, Paris 1999, ISBN 2-7028-3348-9.
- mit Philippe Labarde: La Bourse ou la vie — La grande manipulation des petits actionnaires. Albin Michel, Paris 2000, ISBN 2-226-11546-3; deutscher Titel Börse oder Leben – die große Manipulation. Deutsche Verlags-Anstalt DVA, 2001, ISBN 3-421-05454-1.
- mit Philippe Labarde: Malheur aux vaincus: Ah, si les riches pouvaient entre riches. Albin Michel, Paris 2002, ISBN 2-226-13146-9.
- Antimanuel d’économie: Tome 1, les fourmis. Bréal 2003, ISBN 2-7495-0078-8.
- Antimanuel d’économie: Tome 2, les cigales. Bréal 2006, ISBN 2-7495-0629-8.
- mit Georges Vigarello u. a.: Gouverner par la peur. 2007, ISBN 978-2-213-63287-2.
- Petits principes de langue de bois économique. Bréal, Paris 2008, ISBN 978-2-7495-0149-9.
- mit Gilles Dostaler: Capitalisme et pulsion de mort. Albin Michel, Paris 2009, ISBN 978-2-226-18699-7.
  - revidierte Neuauflage: Fayard, Paris 2010, ISBN 978-2-8185-0003-3.
- Marx, ô Marx, pourquoi m’as-tu abandonné ? Éditions Les Échappes, Paris 2010, ISBN 978-2-35766-022-9.
- Plaidoyer (impossible) pour les socialistes. Albin Michel, Paris 2012, ISBN 978-2-226-24020-0.
- L’Avenir du capitalisme, Konferenzpapier der  Stiftung Institut Diderot, Paris 2014.
- Et si on aimait la France. Grasset, Paris 2015, ISBN 978-2-246-85219-3.

 Essays
- L’Homme dans la Guerre, Maurice Genevoix face à Ernst Jünger. Grasset, Paris 2013, ISBN 978-2-246-80338-6.[10][11]
- Houellebecq économiste. Flammarion, Paris 2014, ISBN 978-2-08-129607-7.
  - deutsch von Bernd Wilczek: Michel Houellebecq, Ökonom. Eine Poetik am Ende des Kapitalismus. DuMont Buchverlag, Köln 2015, ISBN 978-3-8321-9804-6.

Romane
- Pertinentes Questions morales et sexuelles dans le Dakota du Nord. Albin Michel, Paris 1995, ISBN 2-226-06882-1.
- L’Enfant qui voulait être muet. Albin Michel, Paris 2003, ISBN 2-226-13603-7.
- Le Journal. Albin Michel, Paris 2005, ISBN 2-226-15393-4.

## Film
- Oncle Bernard – Eine Gegenlektion, Gespräch mit Bernard Maris, Dokumentarfilm von Richard Brouillette, Kanada/Spanien 2015, 79 Min.[12][13]